# 10538 Overture
«10538 Overture» es una canción del grupo británico Electric Light Orchestra, publicada en el álbum de estudio The Electric Light Orchestra (1971). La canción fue también publicada como el primer sencillo del álbum, además de ser la primera canción del grupo.

## Composición y grabación
La canción, compuesta por Jeff Lynne, fue intentada como cara B de uno de los sencillos de The Move. Rick Price, bajista del grupo, tocó el bajo en la canción originalmente pero no fue acreditado, aparentemente debido a que su aportación se perdió debido a las sobregrabaciones añadidas a la pista, por lo que Lynne tuvo que añadir una nueval línea de bajo. Roy Wood y Lynne comparten la voz principal de la canción de forma similar al sencillo de The Move «California Man». La canción trata sobre un prisionero fugado, pero Lynne quiso otorgarle un número en lugar de un nombre cuando vio el número 1053 en la consola de mezclas. Wood sugirió añadir el número ocho al final para que encajara mejor en la melodía. La canción iba a ser un nuevo tema de The Move hasta que Wood añadió varios riffs de chelo sobregrabados en la cinta, lo que dio origen al grupo Electric Light Orchestra. Sin embargo, poco después de su formación, Wood abandonó la ELO y formó un nuevo grupo, Wizzard.
Según Wood: «"10538 Overture" fue una idea que Jeff [Lynne] trajo al estudio que era originalmente una canción de The Move. Tras grabar la pista básica, los otros chicos se fueron a casa, dejándonos a Jeff y a mí correr con las sobregrabaciones. En ese momento, estaba muy interesado en recoger instrumentos, y había adquirido un chelo chino barato. Después de que termináramos añadiendo las guitarras, me senté en la sala de control ensayando con el chelo y jugando con riffs tipo Jimi Hendrix. Jeff dijo: "Eso suena genial, ¿por qué no lo metemos en la canción?" Terminé grabando entre quince de esos, y a medida que la instrumentación se construía, comenzaba a sonar como una monstruosa orquesta de metal. De hecho, sonaba maravilloso».
El sencillo fue publicado con «First Movement (Jumping Biz)», una canción instrumental de Wood, como cara B. La canción apareció primero en el debut del grupo en 1971 e incluyó a Wood tocando una guitarra clásica y un chelo. En 1975, «10538 Overture» fue también publicada como cara B del sencillo «Evil Woman».
En 2012, Lynne regrabó la canción y publicó una nueva versión en Mr. Blue Sky: The Very Best of Electric Light Orchestra, un recopilatorio con regrabaciones de canciones de la ELO.

## Posición en listas
| País         | Lista              | Posición |
| ------------ | ------------------ | -------- |
| Francia      | SNEP Singles Chart | 5        |
| Países Bajos | Dutch Top 40       | 24 (tip) |
| Reino Unido  | UK Singles Chart   | 9        |